# Chariesthes rubra
Chariesthes rubra là một loài bọ cánh cứng trong họ Cerambycidae.